# Algoso
Algoso is een plaats (freguesia) in de Portugese gemeente Vimioso en telt 279 inwoners (2001).